# Material fotografic
Material fotografic, înseamnă un produs care conține unul sau mai multe straturi fotosensibile aplicate pe un suport destinat înregistrării imaginilor alb-negru sau color. Poate fi preparat pe bază de halogenură de argint sau alte elemente fotosensibile.
Materialul fotografic se folosește în arta fotografică, sub forma de suport transparent rigid sau placă fotografică sau sub denumirea de „roll film” suportul transparent flexibil negativ. Pentru diapozitive de asemeni suportul poate fi rigid sau flexibil,însă reversibil, adică se obține direct o imagine pozitivă. În cinematografie denumirea este de „peliculă cinematografică”, negativă, pozitivă sau reversibilă .
Pelicula cinematografică este elementul purtător al imaginii și sunetului, pe un suport transparent flexibil de lățimi diferite și cu perforații pe margine.  
Materialul fotografic se compune din trei straturi principale: suportul, emulsia fotosensibilă și stratul protector.

## Suportul
Suportul este o panglică dintr-un material flexibil, omogen, elastic, rezistent, cu adaos de substanțe plastifiante și pe care se depune emulsia fotosensibilă. Din punct de vedere al compoziției există 3 tipuri de compoziții: suport de nitroceluloză (folosit la începutul cinematografiei), suport de tip acetat de celuloză și suport de poliesteri. 
- Suportul de nitroceluloză

Acest era un material ușor flamabil, cu o viteză de propagare a flăcării foarte mare. Arde și fără aer, degajând o masă de gaze nocive. La 700C începe să se descompună latent, între 120° C - 160° C se aprinde, după care apare fenomenul de autoaprindere bruscă. De remarcat este faptul că după o depozitare de peste 30 de ani, pelicula se descompune și se autoaprinde. Nu se mai utilizează.
- Suportul de acetat de celuloză

Are calitatea de a nu fi flamabil și are o durată mult mai mare de îmbătrânire. Însă și acesta prin îmbătrânire sau proastă manipulare devine scorțos și casant. Se utilizează din ce în ce mai puțin.
- Suportul din poliesteri

Are calități superioare fiind mult mai subțire, mult mai rezistent la acționări mecanice, mai ușor de întreținut și manipulat. Se utilizează pe scară largă.
De remarcat este faptul că în exploatare pelicula se păstrează în cutii speciale de transport, iar în cinematografe sau depozite trebuie să se asigure păstrarea la o temperatură și o umiditate adecvată manualului de exploatare.

## Emulsia fotosensibilă
Este cel de al doilea strat al peliculei. Este o masă de gelatină în care sunt dizolvate cristale de săruri fotosensibile de argint. 
Mărimea acestor cristale variază între fracțiuni de microni și câțiva microni și sunt așezate în mai multe straturi. Dimensiunea lor este direct proporțională cu sensibilitatea peliculei. 
În afară de gelatină și substanțe fotosensibile, în compoziția emulsiei se mai găsesc stabilizatori, care au rolul de a păstra imaginea latentă mult timp.
Aceasta este structura peliculei alb / negru. 
În cazul peliculei color se  adaugă sensibilizatori, care sunt niște coloranți organici care fac ca pelicula să fie sensibilă la o culoare. 
În funcție de sensibilizatorii din componența emulsiei peliculei, aceasta poate fi:
- Emulsie nesensibilizată, care reacționează la culorile albastru și violet.

- Emulsie ortocromatică, care reacționează la culorile albastru, violet, galben și verde.

Aceste două tipuri se pot prelucra la lumină inactivă roșie.
- Emulsie pancromatică, care reacționează față de primele două și la culoarea roșie; se prelucrează la întuneric total sau la o lumină monocromatică verde.

- Emulsie infracromatică, care este sensibilă la radiații infraroșii (se pot face filmări prin ceață, filmări cu efecte speciale - de noapte, cu filtru special infraroșu în fața obiectivului etc.)

Emulsia este foarte fragilă, sensibilă la cele mai mici acționări mecanice, absoarbe lichidele și grăsimile. Necesită o mare atenție în manipulare. Este fixată de suport cu un adeziv numit strat de priză.

## Stratul protector
Suportul și emulsia sunt protejate împotriva acționărilor mecanice, a mediului înconjurător care poate acționa asupra plastifianților, a structurii moleculare (contractare sau dilatare excesivă ), de un strat de lac sau poliester. Această protecție se aplică pe ambele fețe ale peliculei.

## Structura peliculei cinematografice alb/negru
Expunerea elementelor structurale este făcută de sus în jos:
- Strat antiabraziv, necesar protejerii stratului fotosensibil.
- Strat fotosensibil
- Strat liant necesar fixării stratului fotosensibil pe suport.
- Suportul transparent flexibil cu perforații.
- Strat antihalo sau antireflex.

N.B. Aceeași structură se găsește și la pelicula folosită pentru aparatele foto în fotografia alb-negru.

## Structura peliculei cinematografice color
Expunerea elementelor structurale este facută de sus în jos:
- Strat antiabraziv.
- Strat sensibil la indigo
- Strat galben filtrant
- Strat sensibil la verde
- Strat sensibil la roșu
- Suportul transparent flexibil
- Strat antihalo

N.B. Aceeași structură se găsește și la pelicula folosită pentru aparatele foto în fotografia color.

## Prelucrarea materialului fotografic
Pentru a obține o imagine pe un material fotografic (imagine pozitivă, negativă sau reversibilă) acesta trebuie prelucrat chimic. Este un proces chimic complex care se poate realiza manual sau mecanic, constând prin spălarea materialului fotografic în diferite băi de substanțe. Prin aceasta se realizează developarea (sau apariția imaginii pe materialul fotografic), fixarea, spălarea de rezidurile rezultate din primele doua operațiuni și uscarea materialului fotografic. În cazul obținerii de imagine negativă, se merge mai departe la operațiunea de copiere pentru a se realiza o imagine pozitivă pe un carton sau peliculă cinematografică, de asemenea, tot un material fotografic.

## Clasificarea peliculelor cinematografice

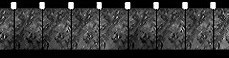
Film 16 mm

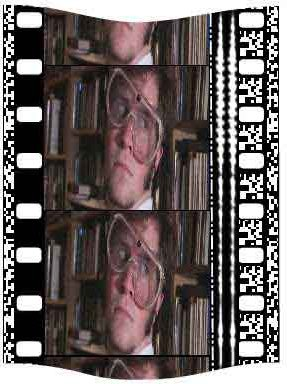
Film 35 mm

Clasificarea peliculelor cinematografice se face astfel:

### După destinație
- Negativă, destinată procesului de filmare în condiții de iluminare naturală sau artificială.
- Pozitivă, destinată realizării de copii după materialele negative de imagine și sunet.
- Dup negativă, folosită în procesul intermediar de relizarea unei producții de film.
- Dup pozitiv, idem ca cel negativ.

### După natura suportului
- Inflamabilă fabricată din suport din nitroceluloză (nu se mai folosește, dar se mai poate găsi în arhiva de filme).
- Neinflamabilă, fabricată din triacetat de celuloză sau poliesteri, cea utilizată în prezent.

### După tipul și amplasarea perforației (peliculă negativă sau pozitivă, cu perforații pe ambele părți sau o parte)
- Peliculă îngustă: 16 mm, 2 x 16 mm, 8 mm, 8,5 mm,2 x 8 mm. Are perforații pe o singură parte.
- Peliculă normală: de 35 mm. Are perforații pe ambele părți.
- Pelicula lată: de 55 mm, 65mm, 70 mm. Are perforații pe ambele părți.

### Sensibilitate spectrală la diferite radiații ale spectrului
- nesensibilizată
- sensibilizată